# Tony Smith (sculpteur)
Pour les articles homonymes, voir Tony Smith.
Tony Smith, né le 23 septembre 1912 à South Orange (New Jersey) et mort le 26 décembre 1980 à New York, est un artiste américain. Il est souvent cité comme pionnier de la sculpture minimaliste américaine.

## Biographie

### Éducation
Anthony Peter « Tony » Smith nait le 23 septembre 1912 à South Orange, New Jersey, dans une famille travaillant dans une usine de vannes hydrauliques initiée par son grand-père et homonyme, A. P. Smith. Dans sa jeunesse, Tony Smith contracte la tuberculose et construit un pavillon d'isolement dans l'arrière-cour afin de protéger son système immunitaire fragile. Il est soigné par une infirmière et accompagné par des professeurs particuliers pour sa scolarité. Les médicaments qu'il prend sont placés dans de petites boites avec lesquels il élève des constructions en carton ; quand il le peut, il visite l'usine familiale afin d'admirer les machines et les procédés de fabrication.
Une fois sa tuberculose guérie, Tony Smith est scolarisé dans un lycée jésuite et passe deux ans à l'université de Georgetown. Désenchanté et manquant d'objectifs à Georgetown, il revient au New Jersey et ouvre une librairie, travaille dans l'usine familiale et suit les cours du soir de l'Art Students League of New York. En 1937, il déménage à Chicago pour étudier au New Bauhaus, mais est là encore déçu. L'année suivante, Smith commence à travailler comme employé pour Frank Lloyd Wright.

### Carrière
Tandis qu'il est employé chez Wright, Smith travaille avec d'autres apprentis sur la Gunning House avant de décider de se mettre à son compte. Bien qu'il ne possède pas d'éducation architecturale formelle ni même de diplôme, il reçoit plusieurs commandes pour concevoir et construire des habitations, y compris des studios pour Theodoros Stamos, Betty Parsons et un complexe étendu pour Fred Olsen. Malgré ces succès, la relation architecte/client le frustre suffisamment pour qu'il soit attiré vers sa production artistique. Smith continue à peindre des compositions géométriques abstraites et se retrouve à enseigner un cours de design au Hunter College. L'un des devoirs consistant à fabriquer des maquettes à partir de cartons de boites à cigarettes, il demande à ses élèves d'agrandir l'échelle 5 fois avec du carton standard, ce qui surprend les étudiants et les autres professeurs, tandis que des objets commencent à prendre forme. En 1956, alors qu'il est assis dans le bureau de collègues, il est attiré par la forme d'un meuble à classeurs ordinaire. Il téléphone à un fabricant local et commande une boite de 3 pieds de long (91 cm) pour 2 de haut et de large (61 cm). Bien que les soudeurs doutent de son sérieux, ils traitent le projet avec professionnalisme et le résultat stupéfie Smith. Ayant découvert un procédé de sculpture particulier, il continue à l'affiner. Ses premières expositions ont lieu en 1964.
Avec l'école minimaliste, Tony Smith travaille avec des modules géométriques simples combinés sur une grille tridimensionnelle. Pendant les années 1940 et 1950, Smith devient un ami proche de Barnett Newman, Jackson Pollock, Mark Rothko et Clyfford Still, qui influencent ses sculptures abstraites.
Smith enseigne dans plusieurs établissements, dont l'université de New York, la Cooper Union, l'institut Pratt, le Bennington College et le Hunter College. Dans les années 1960 et 1970, il est un sculpteur majeur, typiquement associé au mouvement minimaliste. En 1966, il présente et participe à l'exposition Primary Structures du musée juif de New York.

### Décès
En 1961, Smith est blessé dans un accident de voiture et développe par la suite une polyglobulie, une maladie du sang conduisant à une production anormalement élevée des globules rouges. Sa santé, déjà fragile, se détériore ; il meurt d'une crise cardiaque le 26 décembre 1980 à 68 ans.
Les droits de Tony Smith sont représentés par la Matthew Marks Gallery à New York.
Une rétrospective majeure, « Tony Smith : Architect, Painter, Sculptor », s'est tenue au Museum of Modern Art de New York en 1998.

### Vie personnelle
Tony Smith rencontre la chanteuse d'opéra Jane Lawrence à New York en 1943. Ils se marient à Santa Monica, Tennessee Williams étant son témoin.
Tony Smith et Jane Lawrence sont les parents des artistes Chiara « Kiki » Smith, Seton Smith, et de l'actrice indépendante Beatrice « Bebe » Smith (jumelle de Seton).